# Vitālijs Astafjevs
Vitālijs Astafjevs (Riga, 3 april 1971) is een Lets voormalig voetballer. Hij speelde voornamelijk op de positie van verdedigende middenvelder. Hij kwam gedurende zijn loopbaan vier verschillende periodes uit voor de Letse topclub Skonto FC, waarmee hij in totaal negen keer landskampioen werd. Astafjevs speelde tevens voor clubs uit Oostenrijk, Engeland en Rusland. Astafjevs speelde tussen 1992 en 2010 voor het Lets voetbalelftal, waarvan hij met 167 gespeelde interlands recordinternational is. Hij was aanvoerder van het team dat het enige eindtoernooi speelde voor Letland, het EK 2004.

## Spelerscarrière
Astafjevs werd geboren in Riga, toentertijd nog deel uitmakend van de Sovjet-Unie. In 1990 debuteerde hij voor FK Daugava Riga, waar hij direct bekend kwam te staan als een veelscorende middenvelder. In 1992, net na de val van de Sovjet-Unie, transfereerde hij naar Skonto FC in de nieuw gevormde competitie van onafhankelijk Letland, de Virslīga. Bij Skonto kende Astafjevs grote successen, daar in elk van zijn vijf gespeelde seizoenen het landskampioenschap behaald werd. Tevens werd Astafjevs in het seizoen 1995 met 19 doelpunten topscorer van de Virslīga. In 1996 ging Astafjevs met FK Austria Wien uit de Oostenrijkse hoofdstad zijn eerste buitenlandse avontuur aan. De Oostenrijkers betaalde €145.000,- voor zijn diensten. Hoewel hij een basisspeler was, keerde hij in 1997 terug naar Skonto, waarmee hij nog eens drie landstitels in de wacht sleepte. In 1999 maakte hij transfervrij de overstap naar Bristol Rovers FC op het Engelse derde niveau, de Football League Second Division. Hij maakte zijn eerste doelpunt tegen Oldham Athletic FC en de club eindigde dat seizoen als zevende. In het seizoen 2000/01 degradeerde Astafjevs met Bristol Rovers naar het vierde niveau. Hij bleef de club trouw tot 2003, ondanks het feit dat de club het moeilijk kreeg en flirtte met degradatie naar het vijfde niveau. In 2003 tekende Astafjevs transfervrij voor zijn tweede Oostenrijkse club, FC Admira Wacker Mödling. Als speler van deze club werd hij geselecteerd voor het EK 2004. Na het EK werd hij opgepikt door het Russische Roebin Kazan. Daar kende Astafjevs een sterk seizoen met tien doelpunten uit 30 optredens en was hij daarmee een van de dragende krachten van het team. Desondanks keerde hij in 2006 terug naar Skonto FC, waar hij voor het eerst géén Lets landskampioen werd. In september 2008 kondigde Astafjevs zijn afscheid als voetballer aan. Begin 2009 kwam hij daarop terug en tekende hij bij JFK Olimps. Later dat jaar speelde hij nog kortstondig bij FK Ventspils, waarmee hij nog enkele duels in de groepsfase van de UEFA Europa League meemaakte. In 2010 ging Astafjevs voor een vierde termijn naar Skonto en schreef zijn negende en laatste landskampioenschap bij. Na het seizoen maakte Astafjevs zijn definitieve voetbalpensioen bekend.

## Interlandcarrière
Astafjevs debuteerde op 26 augustus 1992 in het Lets voetbalelftal in een WK-kwalificatieduel thuis tegen Europees kampioen Denemarken (0–0). Hij kwam in de 66ste minuut in het veld voor Jurijs Popkovs. Astafjevs maakte zijn eerste doelpunt in zijn veertiende interland, in een uitwedstrijd om de Baltische Beker tegen Estland op 2 juli 1993 (0–2 winst).
In 1999 werd Astafjevs aanvoerder bij het Lets nationaal team, na het voetbalpensioen van Vladimirs Babičevs. Op 31 maart 2004 werd hij de eerste Let met 100 interlands achter zijn naam. In de zomer van 2004 speelde Astafjevs als aanvoerder op het Europees kampioenschap voetbal van dat jaar. In een groep met Nederland, Duitsland en Tsjechië konden de verrassende debutanten echter geen potten breken. Wel werd Duitsland op 0–0 gehouden, maar na nederlagen tegen Nederland en Tsjechië konden de Letten naar huis. Het was het enige eindtoernooi dat de Letten meemaakten.

### Interlandrecord
Op 14 oktober 2009, in een wedstrijd tegen Moldavië, evenaarde Astafjevs met zijn 157ste interland het Europees interlandrecord van de Est Martin Reim. Een maand later in de vriendschappelijke wedstrijd tegen Honduras verbrak hij dat record. Uiteindelijk speelde Astafjevs zijn 167ste en laatste interland op 17 november 2010 tegen China. Zijn Europees record van 167 interlands werd pas in november 2016 geëvenaard door de Spaanse doelman Iker Casillas, die uiteindelijk ook op 167 interlands eindigde. De Italiaanse doelman Gianluigi Buffon was in maart 2017 de eerste die het record van Astafjevs verbrak. Nadien passeerden ook Sergio Ramos, Luka Modrić en Cristiano Ronaldo deze mijlpaal.

## Trainerscarrière
Direct na zijn voetbalpensioen in 2010 werd Astafjevs assistent-coach bij Skonto FC. Dit bleef hij doen tot 2014. Tussendoor was hij in 2012 kortstondig coach van het tweede elftal van Skonto. In 2013 was hij, gelijktijdig met zijn baan bij Skonto, assistent-coach van Marian Pahars bij het Lets voetbalelftal onder 21. In 2013 raakte bekend dat Pahars bondscoach werd van het Lets voetbalelftal en hij nam Astafjevs mee als assistent. In 2014 stopte Astafjevs als assistent bij Skonto, maar ging aan de slag als assistent bij FK Jelgava tot 2016. In 2018 stopte Astafjevs als assistent bij het nationaal team, na het ontslag van Aleksandrs Starkovs.

## Erelijst
Skonto FC
- Landskampioen (9)

1992, 1993, 1994, 1995, 1996, 1997, 1998, 1999, 2010
- Letse voetbalbeker (4)

1992, 1995, 1997, 1998
 Letland
- Baltische Beker (5)

1993, 1995, 2001, 2003, 2008
Individueel
- Topscorer Virslīga

1995 (19 doelpunten)
- Lets voetballer van het jaar (3)

1995, 1996, 2007